# Stammi vicino
Stammi vicino è una canzone del cantautore Vasco Rossi, uscita nelle radio il 4 novembre 2011. La canzone fa parte dell'album Vivere o niente uscito il 29 marzo ed è il terzo singolo estratto da esso, undicesima traccia del disco.

## Descrizione
La musica è di Stef Burns e Peppino D'Agostino, mentre il testo è interamente di Vasco Rossi.

## Video
Il video del brano è stato pubblicato da Vasco Rossi il 1º dicembre 2011 sul suo profilo ufficiale di Facebook.
Il videoclip vede come protagonista il chitarrista Stef Burns. Le scene riprendono da vicino i vari momenti di una giornata qualunque lontano da casa, intento soprattutto a scrivere le canzoni accompagnandosi con la chitarra. Ma non c'è solo la musica nei suoi pensieri: in molte parti del video vengono ripresi alcuni fotogrammi di sua moglie Maddalena Corvaglia, che nel finale aspetta nel proprio divano l'arrivo del compagno impegnato coi concerti. Le scene di vita quotidiana sono mischiate con alcune parti dei tour di Vasco Rossi nell'estate 2011.

## Formazione
- Vasco Rossi - voce
- Matt Laug - batteria
- Claudio Golinelli - basso
- Stef Burns - chitarra elettrica
- Peppino D'Agostino - chitarra acustica
- Frank Nemola - tastiera, archi, cori
- Guido Elmi - programmazione
- Nicola Venieri - programmazione
- Clara Moroni - cori
- Andrea Innesto - cori